# 4492 Debussy
4492 Debussy eller 1988 SH är en asteroid i huvudbältet som upptäcktes den 17 september 1988 av den belgiske astronomen Eric W. Elst vid Haute-Provence-observatoriet. Den är uppkallad efter den franske kompositören Claude Debussy.
Asteroiden har en diameter på ungefär 17 kilometer.